# Балашихинская епархия
Балаши́хинская епа́рхия — епархия Русской православной церкви, объединяющая приходы и монастыри в северо-восточной части Московской области (в границах городских округов Балашиха, Богородский, Лосино-Петровский, Орехово-Зуевский, Павловский Посад, Реутов, Фрязино, Черноголовка, Шатура, Щёлково, Электрогорск и Электросталь, а также ЗАТО Звёздный городок). Входит в состав Московской митрополии.

## История
Балашихинское викариатство учреждено решением Священного синода Русской православной церкви 5 октября 2011 года в помощь митрополиту Крутицкому и Коломенскому Ювеналию по управлению Московской (областной) епархией. 28 ноября 2017 года решением Священного синода епископ Балашихинский Николай (Погребняк) направлен в непосредственное каноническое ведение Патриарха Московского и всея Руси без изменения титула.
13 апреля 2021 года решением Священного синода учреждена Московская митрополия и в её составе образованы 5 епархий, среди которых и Балашихинская епархия.

## Епископы
Балашихинское викариатство
- Николай (Погребняк) (1 января 2012 — 13 апреля 2021)

Балашихинская епархия
- Николай (Погребняк) (с 13 апреля 2021)

## Благочиния
Епархия разделена на 8 церковных округов (по состоянию на октябрь 2022 года):
- Балашихинское благочиние
- Богородское благочиние
- Ликино-Дулёвское благочиние
- Лосино-Петровское благочиние
- Орехово-Зуевское благочиние
- Павлово-Посадское благочиние
- Шатурское благочиние
- Щёлковское благочиние

## Монастыри
- Гуслицкий Спасо-Преображенский монастырь в городе Куровское (мужской)
- Николо-Берлюковская пустынь в селе Авдотьино Богородского округа (мужской)
- Покровско-Васильевский монастырь в городе Павловский Посад (мужской)
- Никитский Бывалинский монастырь в деревне Бывалино Павлово-Посадского района (женский)